# Medal 100-lecia ustanowienia Sztabu Generalnego Wojska Polskiego
Medal 100-lecia ustanowienia Sztabu Generalnego Wojska Polskiego – polska wojskowa odznaka okolicznościowa ustanowiona decyzją ministra obrony narodowej Antoniego Macierewicza z 21 listopada 2017.

## Przeznaczenie
Medal służy do honorowania osób zasłużonych w kultywowaniu niepodległościowych tradycji  SZRP, jako symbol więzi  łączącej wyspecjalizowaną grupę żołnierzy, której  spoiwem  są  specjalistyczne wyszkolenie, etos służby oraz charakter wykonywanych  zadań. Nadanie medalu jest zewnętrzną formą wyróżnienia służbowego stanowiącego wyraz uznania dla ofiarnej służby oraz powodem do dumy  z  przynależności do grona kadry zawodowej i pracowników SGWP w ramach wspólnoty wojskowej.
Nadawany jest przez ministra obrony narodowej. Prawo do otrzymania odznaczenia przysługuje każdorazowo nowo mianowanemu szefowi sztabu z tytułu objęcia stanowiska, żołnierzom służącym w SGWP po dwóch latach dobrej służby, pracownikom SGWP po trzech latach pracy, a także – honorowo i w wyjątkowych przypadkach – innym osobom szczególnie zasłużonym dla SGWP lub SZRP.

## Wygląd
Odznakę medalu stanowi okrągły medal koloru srebrnego o śr. 35 mm z wypukłym wizerunkiem orła (wz. 1919) ze złotymi szponami i koroną na środku awersu.  Poniżej orła na skrzyżowanych złoconych  buławach znajdują  się złocone inicjały „SG”. Nad orłem znajduje się wypukły napis „1918-2018”. Po obu stronach orła umieszczone  są wypukłe wężyki generalskie spięte na dole czterema wypukłymi gwiazdkami. Na rewersie na środku umieszczony jest pięciowierszowy, poziomy napis „100. ROCZNICA USTANOWIENIA SZTABU GENERALNEGO WOJSKA POLSKIEGO”. Srebrna wstążka ma szer. 36 mm i pionowy granatowy pas szerokości 26 mm pośrodku.